# T-ara
T-ara (em coreano:  티아라, em japonês:  ティアラ; muitas vezes estilizado T-ARA) é um grupo feminino sul-coreano formado pela MBK Entertainment em 2009. O grupo foi composto por seis integrantes: Boram, Qri, Soyeon, Eunjung, Hyomin e Jiyeon. Antes de sua estreia, houve um grande interesse no grupo, que eram chamadas "Super Rookies" e e vinha treinando há três anos anteriores à estreia. Originalmente, as cinco integrantes do grupo, Hana, Jiwon, Eunjung, Hyomin e Jiyeon, lançaram a canção "Joheun Saram" (좋은 사람, "Good Person") como parte da trilha sonora do drama coreano Cinderella Man em abril de 2009. Depois da saída de Hana e Jiwon do grupo em Junho, T-ara estreou como um grupo de seis integrantes com a adição de Boram, Soyeon e Qri em Julho de 2009.
Seu primeiro álbum de estúdio Absolute First Album foi um sucesso,  lançado em Dezembro de 2009 e gerou vários singles de sucesso, incluindo "Geojitmal", "TTL (Time to Love)", "TTL Listen 2", "Bo Peep Bo Peep", "Cheoeum Cheoreom" e "Neo Ttaemune Michyeo ". O álbum foi seguido pelo primeiro mini-álbum, Temptastic (2010), que contou com o top-cinco singles "Wae Ireoni" e "Yayaya". John Travolta Wannabe (2011) produziu "Roly-Poly", número um do ano do gráfico da Gaon, que rendeu ao grupo vários prêmios e indicações também. Em menos de seis meses, o grupo lançou seu terceiro miniálbum, Black Eyes (2011), que gerou três singles número um: "Cry Cry", "Uri Saranghaetjanha" e "Lovey-Dovey". O single principal, "Cry Cry", se tornou o primeiro single número um do grupo na Billboard Korea K-Pop Hot 100.
Em 2011, a T-ara assinou um contrato de 4,3 milhões de dólares com a empresa J-ROCK para sua estréia japonesa, o mais alto de todos os grupos femininos estreando no Japão. Sua grande gravadora é EMI Music Japan, enquanto a sua gestão e marketing promocional ocorre sob J-ROCK. O primeiro single do grupo foi um remake de seu hit de 2009, "Bo Peep Bo Peep". Esse classificado como número um nas paradas da Oricon semanal com 49.712 cópias vendidas, sendo a primeira vez que um grupo de garotas coreano estreando tem feito na história das paradas. T-ara lançou seu primeiro álbum de estúdio japonês Jewerly Box em 2012, que alcançou a posição número dois nas paradas da Oricon.
Desde sua estreia, T-ara introduziu três novas integrantes: Hwayoung em 2010, Areum em Junho de 2012 e Dani, que originalmente iria juntar-se ao T-ara, mas acabou somente se juntando a subunidade do grupo,o T-ara N4 por decisão da agência do grupo. Hwayoung deixou o grupo em 30 Julho de 2012 após 1 ano e 8 meses de sua estreia. Areum deixou o grupo em 10 de Julho de 2013 após 3 dias de seu primeiro aniversário de estreia para seguir carreira solo. O grupo usava um sistema de rotação de líder, e uma integrante todo ano era eleita para a posição, no intuito do reconhecimento como grupo e não só por uma integrante. A última líder sobre esse sistema foi Qri.

## História

### Pré-estreia
As cinco integrantes originais do T-ara (Jiae/Hana, Jiwon, Eunjung, Hyomin e Jiyeon) foram treinadas juntas por três anos pela Mnet Media. O significado por trás do nome do grupo, que se baseia na palavra "tiara", vem da ideia de que elas se tornariam as "rainhas da indústria da música". Em abril de 2009, elas lançaram sua primeira faixa "Good Person" para a trilha sonora de Cinderella Man. Jiyeon participou de uma parceria com os grupos SeeYa e Davichi para um single intitulado "Women's Generation", que foi lançado em maio de 2009. Em junho de 2009, a Mnet Media anunciou que Jiae e Jiwon iriam deixar o T-ara por diferenças criativas. Com a saída das duas integrantes originais, houve a necessidade de introduzir duas integrantes. A primeira a ser adicionada foi Boram, a filha de Jeon Young-rok e da atriz Lee Mi-young; a segunda foi Soyeon, uma ex-trainee da SM Entertainment que havia sido treinada para ser parte do Girls' Generation, Faltando três semanas para a estreia oficial do grupo Qri foi integrada ao grupo. Em julho de 2009, o grupo foi movido da Mnet Media para sua companhia subsidiária Core Contents Media.

### 2009–2010: Estreia oficial
T-ara fez a sua estreia no MBC's Radio Star talk show em 29 de Julho de 2009. Sua primeira apresentação foi no programa da Mnet, M! Countdown em 3 de Julho, onde elas apresentaram "Geojitmal" (거짓말, "Lies") e "Norabollae?" (놀아볼래?, "Wanna Play?"). Elas debutaram sobre fogo cruzado da mídia e do público, sendo acusadas de dublarem as músicas e que as suas primeiras apresentações estavam parecendo apresentações realizadas por crianças do primário. Após isso, o grupo anunciou que suas futuras performances seriam ao vivo. Em setembro de 2009, Eunjung, Soyeon, Hyomin e Jiyeon colaboraram com os colegas de gravadora Kwangsu, Jihyuk, e Geonil do grupo Supernova para o single "TTL (Time to Love)". O single foi lançado em 15 de Setembro de 2009, se tornando a primeira música dos dois grupos a chegar ao primeiro lugar de diversos charts sul coreanos. T-ara e Supernova colaboraram outra vez para "TTL Listen 2", a continuação de  (Time to Love)", sendo lançado em setembro de 2009,com a participação de todos os membros dos dois grupos.
O grupo lançou seu álbum de estreia chamado de Absolute First Album, em 27 de novembro de 2009. Para determinar o single principal do álbum, a Core Contents Media fez apresentou ao público duas músicas "Bo Peep Bo Peep" ou "Cheoeum Cheoreom" (처음처럼, "Like the First Time") sendo que a escolha foi feita por enquetes em diversos meios. Cerca de 9 mil pessoas responderam a enquete. O resultado foi que 53% do público escolheu "Cheoeum Cheoreom. Porém, Bo Peep Bo Peep é que foi promovida nos programas de música por razões desconhecidas. "Bo Peep Bo Peep" chegou ao quarto lugar do 'Gaon', enquanto "Cheoeum Cheoreom" acabou ficando em décimo lugar. Elas fizeram seu retorno ao Music Bank em 4 de dezembro de 2009. No 24º Golden Disk Awards, T-ara ganhou o prêmio de revelação do ano, empatando com outro grupo, o 4Minute.
O grupo ganhou seu primeiro prêmio de programa musical com a música "Bo Peep Bo Peep" no episódio de ano novo do Music Bank. A canção ganhou 5 prêmios ao total: dois no Music Bank e três no Inkigayo, conseguindo a "Tríplice Coroa". Mais tarde em janeiro de 2010, o grupo anunciou que "Cheoeum Cheoreom" seria o próximo single,mas a sua promoção foi extremamente rápida, pois Soyeon foi diagnosticada com H1N1. No  mesmo  mês, T-ara fez uma aparição no sétimo e no oitavo episódio de God of Study, no qual Jiyeon fazia o papel principal. Em fevereiro de 2010, o grupo anunciou uma um relançamento do seu primeiro álbum  com o título de Breaking Heart.Os dois singles, "Neo Ttaemune Michyeo" (너 때문에 미쳐; "Eu vou ficar louca por sua causa") e "Naega Neomu Apa" (내가 너무 아파, "Estou realmente magoada"), foram lançados digitalmente em 23 de fevereiro de 2010, e respectivamente chegaram ao  primeiro lugar e trigésimo primeiro no chart do Gaon, respectivamente.
O retorno do grupo as apresentações foi no mesmo dia,no programa M! Countdown, e ganhou vários prêmios com "Neo Ttaemune Michyeo" pelas promoções: dois prêmios indicados pelos telespectadores no Inkigayo e o primeiro lugar no M! Countdown. Breaking Heart foi realizado fisicamente em 3 de março de 2010, alcançando segundo lugar na parada semanal Gaon de música, e trigésimo quinto na parada anual; vendendo 40.695 cópias. Depois que a promoção de "Neo Ttaemune Michyeo" terminou, o grupo começou a promover "Naega Neomu Apa" nos programas musicais até abril de 2010. Em junho de 2010, as integrantes anunciaram que todo o dinheiro arrecadado com a venda de merchandising em seu site oficial durante a Copa do Mundo de 2010 seria doado para uma ONG que cuidava de crianças na África.
Em novembro de 2010, o grupo apareceu na terceira temporada de Hello Baby, na qual elas tomaram conta de Moon Mason e seus irmãos. Além disso,um single digital foi lançado "Wae Ireoni" (왜 이러니, "Why Are You Being Like This"), que era o lead single de seu novo álbum, Temptastic, em 23 de novembro de 2010.
Temptastic foi realizado no formato digital em no dia 1º de dezembro de 2010, junto com seu segundo single, "Yayaya". A venda física do álbum acabou sendo atrasada para 3 de dezembro, como consequência do Bombardeio de Yeonpyeong, ocorrido em 23 de novembro de 2010.
A primeira apresentação dos novos singles aconteceu no dia 3 de dezembro e, juntamente a isso, Hwayoung se tornou a sétima integrante do grupo; ademais, Boram foi eleita a líder do grupo. Logo após isso, "Wae Ireoni" e "Yayaya" chegaram ao primeiro lugar no programa M! Countdown.

### 2011:John Travolta Wannabe, estreia japonesa eBlack Eyes
O segundo EP do grupo foi John Travolta Wannabe, que foi lançado em 29 de junho de 2011, e no mesmo dia ele chegou ao primeiro lugar do Gaon. O único single do álbum, "Roly-Poly" se tornou um sucesso instantâneo na Coreia do Sul, algo que repercutiu nas paradas temáticas do Gaon e ao quarto lugar no ranking da versão coreana da Billboard. Ao final de 2011, foi anunciado que a música tinha sido a mais baixada e escutada no serviços de streaming em 2011, com um recorde de ₩$ 2 milhões em vendas e 5.680.253 downloads. "Roly-Poly" ainda ganhou o prêmio de Melhor Videoclipe de 2011 no 3rd Melon Music Awards e single do ano (julho) no 1st Gaon Chart Awards, e ainda foi indicado para os prêmios de melhor coreografia e música do ano no 13th Mnet Asian Music Awards.
O grupo relançou uma edição limitada do seu EP John Travolta Wannabe, com um remix da música chamado de Roly-Poly in Copacabana, em 2 de agosto de 2011. O remix é uma versão eurodance de "Roly-Poly", chamado assim por causa da boate "Copacabana" de Nova Iorque, que foi extremamente popular nos anos 1970 . O álbum alcançou terceiro lugar, e o single quadragésimo lugar e quadragésimo quinto na Gaon e na Billboard Korea K-Pop Hot 100. O grupo então começou com a promoção do remix no Music Bank. A versão japonesa de "Bo Peep Bo Peep" foi lançada em 28 de setembro, na qual ficou em primeiro lugar no Oricon Weekly Singles Chart com 48.712 vendidas, fazendo T-ara ser o primeiro grupo feminino não japonês a debutar em primeiro lugar na história do Oricon. O single ficou em primeiro lugar também no Billboard Japan Hot 100,  e ganhou certificado de ouro pela RIAJ por seus downloads de celular e PC.
Em novembro de 2011, T-ara lançou seu terceiro EP, Black Eyes que alcançou segundo lugar no Gaon charts. O álbum veio antes do lançamento de "Cry Cry", que ficou em primeiro lugar na Billboard Korea K-Pop Hot 100 e ganhou dois prêmios em primeiro lugar consecutivos no M! Countdown. O videoclipe de "Cry Cry" foi notado por ter um custo de ₩$1.000.00 e com um total de 30 minutos. O grupo realizou seu segundo single japonês, um remake de "Yayaya", do EP Temptastic, no dia 30 de novembro.  O single alcançou sétimo lugar no Oricon charts e sexto lugar na Billboard Japan Hot 100.
Em dezembro de 2011, a Core Contents Media anunciou que a terceira líder, Hyomin, estaria passando a liderança para Soyeon. O grupo performou um mini-concerto de três dias intitulado X-mas Premium Live, que foi apresentado no Shinagawa Stella Hall em Tóquio e em duas casas do Zepp (uma em Nagoia e outra em Osaka) A popularidade do T-ara chegou a níveis astronômicos em 2011, ao ponto de ficar em oitavo lugar em uma pesquisa feita pela Gallup Korea. T-ara e Davichi gravaram uma música de natal, "Uri Saranghaetjanha" (우리 사랑했잖아, "We Were in Love") que foi lançada em 23 de dezembro de 2011; que, após um tempo, foi incluída no lançamento do álbum Funky Town. O single atingiu primeiro lugar no Gaon e alcançou segundo lugar na Billboard Korea K-Pop Hot 100. Os dois grupos performaram a música no Inkigayo, enquanto T-ara se preparava para o Ano Novo.

### 2012:Jewelry Box,Day by Daye mudanças na formação
T-ara relançou o EP Black Eyes sob o título de Funky Town em 3 de janeiro de 2012. O álbum chegou ao primeiro lugar semanal do Gaon e em segundo lugar mensal da parada musical, vendendo 43.049 cópias físicas. "Lovey-Dovey" chegou rapidamente ao primeiro lugar da Gaon e da Billboard Korea K-pop Hot 100 charts. O single vendeu 3 milhões de cópias digitais na Coreia do Sul. Em fevereiro, a Forbes Korea, celebrando seus nove anos, divulgou uma lista das 40 celebridades mais influentes da Coreia do Sul. O T-ara chegou ao número 17 da lista, sendo o terceiro grupo feminino mais influente e estando como em sétimo lugar como 'mulheres mais poderosa' do país.
Em abril, a Core Contents Media anunciou que seriam adicionadas mais duas integrantes ao grupo, transformando o T-ara em um grupo de 9 membros. Em maio de 2012, Dani, de apenas 14 anos, foi anunciada como o oitavo membro do grupo. Contudo, ela não seria um membro oficial do grupo, até que ela se sentisse segura para ser adicionada ao grupo, logo, continuaria seu treinamento. Mais tarde, Dani foi a protagonista do clipe do single "Day by Day". Em 14 de junho de 2012, Areum, com 18 anos, foi anunciada como a nona integrante do grupo, sendo a última a entrar no grupo.
Em 6 de junho de 2012 ,o primeiro álbum japonês do grupo foi lançado, Jewelry Box. O álbum estreou na segunda posição semanal do Oricon, vendendo mais de 57 mil cópias. Elas começaram a sua primeira turnê fora da Coreia, a T-ara Japan Tour 2012: Jewelry Box que começou em 19 de junho em Nagoia; as expectativas eram de que mais de 40 mil ingressos fossem vendidos. Em 7 de julho de 2012, T-ara lançou o seu quarto EP, Day by Day, que chegou ao quinto lugar do ranking da Gaon. A música título do EP, "Day by Day", foi lançada no mesmo dia. A primeira performance do single foi no programa Music Core, em que uma orquestra de 70 pessoas se apresentou juntamente ao grupo. Esta foi a primeira apresentação oficial de Areum com o grupo.
23 dias depois, em 30 de julho, a Core Contents Media anunciou oficialmente a saída imediata de Hwayoung em 30 de julho de 2012, depois de estar com o grupo por um ano e oito meses. O CEO da Core Content Media, Kim Kwang-soo, afirmou que o contrato de Hwayoung foi rescindido "em consonância das reclamações da equipe e do grupo, que é composto por dezenove pessoas". Ele também afirmou que as acusações de bullying não foram o motivo do fim do contrato. A saída turbulenta de Hwayoung forçou a suspensão temporária das atividades do grupo, enquanto as atividades pessoais de cada integrante continuavam normalmente. Tanto Hwayoung quanto as outras oito membros esclareceram que os fatos sobre a questão do bullying foram distorcidos pelos internautas, mas por outro lado, confirmaram que relações entre todos os lados eram tensas e desgastantes.
Mais tarde, foi anunciado que não haveria mudanças no próximo retorno do T-ara, no entanto, sua agência tomou a declaração de volta e anunciou que seu retorno seria adiado indefinidamente. O relançamento do EP Day by Day, Mirage, foi feito no dia 3 de setembro de 2012. Dois singles foram lançados, "Sexy Love" e "Najgwa Bam (Love All)" (낮과 밤, "Day and Night"), foram lançados no mesmo dia, com "Sexy Love" chegando ao quarto lugar nas paradas da Gaon e em terceiro lugar na Billboard Korea K-pop Hot 100."Najgwa Bam (Love All)" foi uma colaboração de Areum com Gun-ji do grupo Gavy NJ e Shannon. Em 10 de setembro de 2012, foi anunciado que o grupo lançaria um "The Best of", consistindo em todos os seus singles coreanos até o momento (excluindo "Day by Day" e "Sexy Love") em comemoração de um ano de sua estreia no Japão . O álbum acabou sendo lançado em 10 de outubro. Em 25 de setembro, o T-ara lançou a versão japonesa de "Day by Day", cujo clipe da música é composto principalmente por cenas de seus videoclipes coreanos.
Em outubro, o T-ara lançou a versão japonesa de "Sexy Love" e, pouco depois, o grupo foi ao Japão para promover o single.

### 2013–2014: Sub-unidades, saída de Areum,Teasure Box, AgaineAnd & End
T-ara lançou seu sétimo single japonês "Bunny Style!" em 23 de março de 2013. A estratégia de marketing do single foi inédita. O single foi lançado em 10 versões: sete edições normais, em que uma das integrantes cantava uma música e três edições limitadas, as quais uma sub-unidade cantava outra música. "Bunny Style!" foi o primeiro single especificamente lançado para o mercado japonês. Para promover o single, o grupo foi em uma mini-turnê por 15 cidades japonesas, começando em fevereiro de 2013 em Sapporo e terminando em Nagasaki em 9 de março. Em 1 de abril, a gravadora japonesa do grupo, EMI Music Japan, foi absorvida pela Universal Music Japan, tornando-se extinta como uma agência e foi renomeada para a EMI Records Japan. Portanto, todas as novas promoções japonesas do T-ara serão feitas através da Universal Music Japan.
No início de abril de 2013, foi anunciado que T-ara formaria a sua primeira sub-unidade com as integrantes Eunjung, Hyomin, Jiyeon e Areum, chamada T-ara N4, que é uma forma abreviada de 'T-ara Brand New 4', significando a transição das quatro integrantes. A sub-unidade estreou em 29 de abril de 2013, com a música "Jeon Won Diary", produzida por Duble Sidekick. Em maio, a Core Contents Media anunciou a segunda sub-unidade do grupo, que seria lançada especificamente para o Japão, chamada QBS, formada por Boram, Qri e Soyeon. A sub-unidade foi lançada oficialmente em 26 de junho com o single "Like the Wind". T-ara performou no Nippon Budokan em 13 de julho, para celebrar o lançamento do seu segundo álbum, Treasure Box, em 7 de agosto. O título Teasure Box foi revelado em 15 de junho juntamente com a lista de músicas do álbum. O conceito do álbum seria de "caça ao tesouro". Ao mesmo tempo foi lançado o videoclipe de "Painkiller", um single digital. A canção foi uma colaboração do grupo com Davichi, See Ya, 5dolls e Speed. Jiyeon foi a protagonista do clipe.
Em 10 de julho de 2013, foi confirmado através de um vídeo lançado pela Core Contents Media que Areum estava deixando o grupo para iniciar sua carreira solo no começo do próximo ano.  Em agosto, T-ara lançou o single "Bikini" com Davichi e Skull. Durante o primeiro show da nova turnê em Tóquio, foi anunciado que Qri seria o nova líder do grupo. Em 15 de setembro, a Core Contents Media anunciou que o grupo manteria seu retorno para outubro. Antes de seu retorno, T-ara, juntamente com Davichi, SPEED e The Seeya, tinham realizado um show na Mongólia, que atraiu mais de 20 mil pessoas. Em 6 de outubro, o grupo performou "Number 9" pela primeira vez no "Hallyu Dream Concert", juntamente com "Sexy Love". O single "Number 9" foi lançado junto com o novo mini-álbum do grupo, Again, em 10 de outubro. T-ara também lançou a versão japonesa de "Number Nine", sendo que o Lado B deste foi Kioku ~ Kimi ga Kureta Michishirube ~, uma música que faz parte da trilha sonora do filme Jinx!!!, que foi estrelado por Hyomin. O álbum foi lançado juntamene com o filme em 16 de novembro.
O grupo teve mais um retorno coreano em 2 de dezembro com a faixa "Do You Know Me?". O conceito escolhido para o single foi o de um teatro retrô . Elas também relançaram seu último mini-álbum intitulado Again 1977,que contém novas versões de algumas Again. O grupo também lançou uma versão balada de "Do You Know Me". Em 13 de dezembro, T-ara lançou uma faixa de natal, "Hide & Seek". Em um ranking feito ao final de 2012, o grupo terminou em 7º lugar como o grupo com a maioria das faixas em primeiro lugar nas paradas de música digital, na última década, na Coreia do Sul, com 13 músicas na posição, sendo que na época o grupo tinha apenas 4 anos e meio de carreira.
Em 19 de janeiro de 2014, o grupo se apresentou pela segunda vez em Chengdu, na China. Este foi o segundo de cinco shows marcados para o país em 2014. Em 14 de fevereiro, foi realizado um show conjunto com outro grupo da mesma agência, Speed, em Phnom Penh, no Camboja. No dia 19 de fevereiro, o CCM lançou um single promocional do Projeto All Star de Cho Young Soo, com o single intitulado "First Love", cantado por Hyomin, Soyeon e Jiyeon e com a participação do rapper EB. Ainda aconteceu mais um retorno japonês com os singles "Lead The Way" e "LA'booN" em 5 de março, e seu quarto álbum japonês, Gossip Girls, foi lançado em 14 de maio. Em 11 de setembro, o sexto mini álbum do grupo, And & End, foi lançado junto com dois videoclipes para o single principal, "Sugar Free". A faixa foi inspirada por EDM e se configura como parte do estilo big room. Em 24 de setembro, um álbum de remix foi lançado, cujo nome é EDM CLUB Sugar Free Edition. Este álbum incluiu uma versão em inglês de "Sugar Free", sendo a primeira música que T-ara gravou em inglês.
Em 13 de outubro, o grupo assinou um contrato com agência chinesa Longzhen Culture Development. O contrato no valor de ₩5 bilhões (aproximadamente US$ 4,8 milhões na época). Em 24 de novembro, o T-ara lançou um cover sino-coreano de "Little Apple", do Chopstick Brothers, além de um vídeo para a faixa. Este vídeo apresentou Jiyeon, Eunjung, Qri, Hyomin, Dani e também Seunghee de F-ve Dolls. O videoclipe atingiu 8 milhões de visualizações em apenas dois dias no site Tudou. Em 25 de dezembro, T-ara realizou seu primeiro concerto doméstico chamado "Dear My Family" no COEX Auditorium em Samseongdong, Seul. Para estar perto dos fãs e passar um tempo significativo com eles, o número de ingressos foi extremamente limitado, sendo que apenas 1100 ingressos. Em 27 de dezembro, o T-ara realizou o primeiro show de sua turnê chinesa em Xangai.

### 2015–2016:So GoodeRemember
Após seu primeiro show na Coreia, T-ara se dirigiu ao Vietnã para realizar um mini-show. Em 9 de janeiro, ao chegar ao aeroporto, aconteceram diversos problemas ,o que causou uma série de mudanças na agenda. No entanto, o mini-show do grupo, que foi reagendado para nove meses depois, atraiu mais de três mil fãs vietnamitas e internacionais. Em 7 de fevereiro de 2015, a MBK Entertainment estreou um projeto de grupo conhecido como "TS", com os artistas Eunjung, Soyeon, Seunghee, Minkyung (The SeeYa), Ki-O, Jongkook e Sejun (SPEED). O grupo lançou um single de inverno, intitulado "Do not Forget Me". 
Em março de 2015, foi anunciado que T-ara seria o principal artista para as celebrações da coroação do Sultão de Johor em Johor Bahru na Malásia. O grupo apareceu no evento ao lado de suas compatriotas Sistar, o grupo americano The Black Eyed Peas e do rapper Taboo. Em 20 de junho de 2015, o grupo começou sua primeira turnê pela China, a Great China Tour com datas em Nanquim, Pequim e Hefei. Este foi o primeiro show realizado pelo T-ara depois de assinar com a agência Banana Plan, que gerenciou a última fase do grupo na China. O grupo se apresentou com um show 22 músicas e vendeu 4.000 ingressos. O show seguinte  foi realizado em Guangzhou no dia 19 de dezembro e vendeu mais de 5.000 ingressos, tornando-se o segundo show esgotado da turnê. Em 17 de julho de 2015, a MBK Entertainment confirmou que o grupo estava programado para ter seu retorno de verão na primeira semana de agosto. Em 3 de agosto, o sétimo mini álbum do grupo, So Good junto com o videoclipe da faixa-título "So Crazy" foram lançados. O álbum foi composto por Brave Brothers, os mesmos produtores do single de estreia da carreira solo de Hyomin, "Nice Body", e superou 1 milhão de visualizações em 2 dias. Em 13 de agosto, a T-ara realizou uma conferência de imprensa para anunciar o seu drama "Sweet Temptation", que apresenta um total de 6 episódios para 6 histórias separadas. O drama foi lançado em outubro de 2015.
Em 15 de outubro, o site "Insider Monkey" publicou uma lista de 16 grupos femininos mais vendidos de todos os tempos, onde T-ara estava na posição de número 10 com um total de 36 milhões de vendas registradas. A repercussão do grupo só aumentou quando elas visitaram um dos programas de maior audiência da televisão chinesa, o show de variedades The Brain, tornando-se o segundo artista coreano a aparecer neste show depois de Kim Soo-hyun, que visitou o show durante a 1ª temporada. Em 4 de junho, a T-ara participou junto com outros artistas no Dream Concert 2016. O desempenho do grupo foi um remix de Be Peep Bo Peep, Roly Poly e So Crazy, que foi bem recebido pelo público.
A partir de 2016, o jornal Dong-a Ilbo publicou uma série de reportagens sobre os principais ídolos coreanos nos últimos anos. Na categoria de "músicas favoritas", T-ara ficou em 14º lugar com a faixa "Roly-Poly". Em 9 de setembro, T-ara performou 3 músicas para o IASGO em Seul. Em 11 de setembro, o grupo voou para o Japão para um fanmeeting em Tóquio. O Premium Live Concert foi realizado no Tokyo Dome City Hall, onde T-ara apresentou 7 faixas e conversou com seus fãs. O evento foi dividido em 2 partes, uma à tarde e outra à noite. O grupo performou sua música "Memories" pela primeira vez ao vivo.
Em 17 de setembro, o T-ara realizou seu último show da Great China Tour na Mercedes-Benz Arena em Xangai, com cerca de 8.500 ingressos vendidos.
Em 29 de setembro foi a primeira transmissão do novo programa de variedades "Master of Driving", com Hyomin e Eunjung como parte do elenco. O show é composto por 3 motoristas de celebridades experientes que lhes deram lições de condução. T-ara participou do Busan One Asia Festival 2016, no show de abertura, em 1º de outubro. Elas também participaram do concerto K-pop em 4 de outubro e se apresentaram com 8 músicas. Após sua aparição, o grupo voou para Jeju para se apresentar no Jeju Olleh Duty Free Shop Concert no dia 9 e performou 5 músicas, como "Sexy Love" e "I do not want you".
". Em outubro de 2016, a MBK Entertainment anunciou que a T-ara lançaria um mini-álbum produzido por Duble Sidekick em novembro. O oitavo mini-álbum de T-ara, Remember, com o vídeo da faixa principal "TIAMO", em que foi lançado em 9 de novembro. O lançamento foi seguido por 3 eventos com fãs.

### 2017–2018: Fim das acusações de "bullying",What's My Name?e saída do grupo da MBK Entertainment
Em fevereiro de 2017, Hwayoung e sua irmã gêmea Hyoyoung reapareceram em um reality show e falaram novamente sobre a polêmica relacionada ao bullying; com Hwayoung dizendo que sua irmã era a única pessoa que a apoiava durante o incidente e o quão difícil era tudo para ela. Pouco depois, um ex-funcionário da agência declarou que as gêmeas faziam "bullying"  com as outras integrantes e foram divulgadas diversas mensagens de texto em que  Hyoyoung estava ameaçando a ex-integrante do grupo Areum com uma surra por que ela não apoiava as posturas agressivas de Hwayoung. Logo depois, diversos funcionários e ex-funcionários da gravadora divulgaram diversas evidências de que Hwayoung realmente havia passado do limite com as outras integrantes do grupo e sua equipe, bem como estilistas, e que ela havia fingindo que a sua lesão era grave para conseguir uma maior empatia do público. Hwayoung inicialmente tentou negar os rumores, atacando os funcionários em troca, mas acabou admitindo que os textos eram realmente reais. Após uma pesada repercussão, incluído o banimento de diversos programas de televisão, Hyoyoung acabou deletando sua conta no Instagram e se afastando de outras redes sociais.
Em 6 de março, a MBK Entertainment anunciou que o grupo lançaria seu último álbum em maio, com o fim dos contratos de Boram e Soyeon após o lançamento. Também foi revelado que Qri, Eunjung, Hyomin e Jiyeon estenderam seu contrato com a agência até dezembro de 2017. No dia 7 de maio, a agência revelou que os planos do grupo mudaram e que o álbum final havia sido reprogramado para ser lançado em junho. Em 14 de maio foi anunciado que o álbum final do grupo seria sem a participação das integrantes Boram e Soyeon devido ao fim de de seus contratos e que ambas decidiram não renovar os mesmos, saindo oficialmente da agência. No dia 8 de maio, foi anunciado que o último show do grupo com 6 integrantes seria no dia 13.
As quatro integrantes restantes continuaram como um grupo e lançaram seu último álbum What's My Name? em 14 de junho. T-ara ganhou o primeiro lugar no The Show com "What's My Name," em 20 de junho, após um período de cinco anos sem receber nenhum prêmio em programas musicais coreanos. T-ara lançou a faixa "My Love" em 15 de julho para o drama de KBS 2TV, Greatest One-Shot.
Em 4 de novembro, o grupo realizou o seu primeiro concerto na cidade de Ho Chi Minh, no Vietnã, que atraiu mais 10 mil pessoas. Uma parte da venda dos ingressos seria doada para instituições de caridade em homenagem ao 25º aniversário das relações diplomáticas entre o Vietnã e a Coréia do Sul. Em 24 de novembro, o grupo se apresentou ao lado de B.A.P, Rain, Kim Jong-kook e Haha para K-Pop Music Wave 2017 em Penang, Malásia. Em 3 de janeiro de 2018, Hyomin utilizou seu perfil no instagram para informar aos fãs que o T-ara está oficialmente fora da agência MBK Entertainment. Disponibilizando uma carta aberta, a integrante falou do sentimento de deixar a agência, após 10 anos de contrato, e assegurou aos fãs que estão pensando em maneiras de vê-las futuramente.
“Estou escrevendo para vocês pela primeira vez após um longo tempo. Vocês estão bem, certo? Nós dissemos adeus ano passado à nossa empresa cuja tínhamos estado por um longo tempo de 10 anos, mas não se preocupem. Embora eu não possa lhes dizer nada concreto ainda, nossos membros poderão estar juntos, onde quer que seja ou sempre. Os membros estão levando algum tempo para si mesmas e relaxando pela primeira vez em um tempo. Nós decidimos considerar cuidadosamente como podemos preparar muitas oportunidades para que possamos estar juntos com os fãs no futuro. Claro, também iremos encontrar nossos fãs individualmente. Além disso, estou nervosa e entusiasmada por um novo começo, mas para ser honesta, eu também sou um pouco cautelosa, pois dizer adeus à empresa depois de passar por alegrias e tristezas com eles por 10 anos parece romper com um namorado que você já esteve por um longo tempo. Quando começa um novo amor imediatamente, é assustador. Também quero dizer aos nossos fãs que sinceramente agradeço o seu apoio infinito nos últimos dez anos, mesmo que esse não seja o fim. Além disso, vocês trabalharam duro! Fãs, vou ter uma boa notícia para você em breve, então não se preocupem demais e aguardem. Espero que vocês consigam tudo o que vocês querem em 2018 e feliz ano novo!”
A MBK Entertainment declarou que os contratos de Qri, Eunjung, Hyomin e Jiyeon não foram renovados em dezembro de 2017, e que não ocorreu o fim oficial do grupo. Isso inclui Boram e Soyeon, que não renovaram seus contratos em maio  de 2017, levantando assim a possibilidade de futuramente retornarem ao T-ara.

## Integrantes
Antes da estreia oficial do T-ara, o grupo consistia em cinco integrantes, sendo elas: Hana, Jiwon, Eunjung, Hyomin e Jiyeon. Em meados de 2009, as integrantes Hana e Jiwon deixaram o grupo, sendo posteriormente substituídas por Boram, Qri e Soyeon. Hwayoung ingressou ao T-ara em 26 de junho de 2010, tornando o T-ara um grupo de sete integrantes. Em 30 de maio de 2012, a MBK Entertainment anunciou a introdução da nova integrante Dani, que originalmente iria estrear como integrante da unidade T-ara N4. Um mês depois, Areum se juntou ao T-ara como a oitava integrante. Após o surgimento da controvérsia de bullying, a MBK Entertainment revelou que o contrato da integrante Hwayoung estaria se encerrando. Em 10 de julho de 2013, T-ara retorna a sua formação original após a saída da integrante Areum, que havia deixado o grupo para seguir sua carreira solo. Em maio de 2017, foi revelado que os contratos das integrantes Boram e Soyeon estariam se expirando e elas decidiram por não renovar.
- Qri (hangul: 큐리), nascida Lee Jihyun (hangul: 이지현) em 12 de dezembro de 1986 (38 anos) em Goyang, Gyeonggi-do, Coreia do Sul.
- Eunjung (hangul: 은정), nascida Hahm Eunjung (hangul: 함은정) em 12 de dezembro de 1988 (36 anos) em Seul, Coreia do Sul.
- Hyomin (hangul: 효민), nascida Park Sunyoung (hangul: 박선영) em 30 de maio de 1989 (36 anos) em Busan, Coreia do Sul.
- Jiyeon (hangul: 지연), nascida Park Jiyeon (hangul: 박지연) em 7 de junho de 1993 (32 anos) em Seul, Coreia do Sul.

### Ex-integrantes
- Boram (hangul: 보람), nascida Jeon Boram (hangul: 전보람) em 22 de maio de 1986 (39 anos) em Seul, Coreia do Sul.
- Soyeon (hangul: 소연), nascida Park Soyeon (hangul: 박소연) em 5 de outubro de 1987 (37 anos) em Andong, Gyeongsang do Norte, Coreia do Sul.

- Hana (hangul: 하나), nascida Lee Jiae (hangul: 이지애) em 6 de agosto de 1987 (37 anos) em Seul, Coreia do Sul.
- Jiwon (hangul: 지원), nascida Yang Jiwon (hangul: 양지원) em 5 de abril de 1988 (37 anos) em Seul, Coreia do Sul.
- Hwayoung (hangul: 화영), nascida Ryu Hwayoung (hangul: 류화영) em 22 de abril de 1993 (32 anos) em Gwangju, Coreia do Sul.
- Areum (hangul: 아름), nascida Lee Areum (hangul: 이아름) em 19 de abril de 1994 (31 anos) em Seul, Coreia do Sul.
- Dani (hangul: 다니), nascida Kim Daniela (hangul: 김다니) em 23 de dezembro de 1999 (21 anos) em Seul, Coreia do Sul. Debutou apenas no T-Ara N4.

### Linha do Tempo
A cor vermelha representa o Pré Debut do T-ara.
A cor amarela representa o T-ara N4.

## Subunidades

### T-ara N4
No início de abril de 2013, a agência do T-ara, Core Contents Media, confirmou o lançamento da primeira subunidade, T-ara N4, composta por quatro integrantes do T-ara: Jiyeon, Eunjung, Hyomin e Areum. A música de estréia do grupo, "Jeon Won Ilgi" (전원일기), foi inspirado num drama de 1980 de mesmo nome. Produzido por Duble Sidekick, é uma música de dança "funky e intensa" com elementos de hip-hop. T-ara N4 lançou uma série de fotos e vídeos teasers durante todo o mês, e o vídeo-clipe "Jeon Won Ilgi" estreou em 28 de abril de 2013. Em 2013, Areum anunciou sua saída do grupo, e Dani para as promoções de T-ara N4 nos Estados Unidos.  Em 12 de maio T-ara visitou Chris Brown no set de seu videoclipe, graças à nova adição do T-ara, Dani, que conheceu Brown desde a escola primária. Em novembro de 2014, Dani deixou o grupo para continuar treinamento e estrear em outro grupo, em 2015.

### QBS
A subunidade QBS foi anunciada em Maio de 2013, tendo como membros Qri (líder), Boram e Soyeon. Ela tem como foco o mercado Japonês, e lançou seu primeiro single "Kaze no Yō ni" (風のように, "Like the Wind") em 26 de Junho de 2013.

## Participação em anúncios comerciais
Antes de debutar, T-ara recebeu várias propostas para comerciais de  bebidas, cosméticos e roupas. Em outubro de 2009, o grupo assinou um contrato para o primeiro comercial com a Nonghyup Apples. Elas gravaram uma música chamada "Apple Song" especialmente para a propaganda, que depois foi re-titulada como "Apple is A", que foi incluída no álbum de debut Absolute First Album. Em 2010, o grupo foi escolhido como modelos para empresas como Mentholatum Korea, Tedin Water Parks, e Olympus câmeras. T-ara foi escolhida como modelos para Tedin Waterpark em 2011 novamente. Em fevereiro, T-ara o grupo Supernova assinaram um contrato com o restaurante japonês Gusto.
Em 2011, T-ara fez um comercial para a empresa esportista Spris, a marca de eletrônicos iRiver, a companhia de softwares Windysoft, a loja de óptica Look Optical, a de macarrão instantâneo Shin Ramyun, Crown Mountain e várias outras marcas. T-ara criou a própria empresa de café chamada Cafe Page One, que se expande por mais de 500 lojas. O nome do café foi influenciado pelo café que a integrante Eunjung tomou no drama "Coffe House". O Cafe Page One foi aberto em 1º de junho de 2011, no qual as integrantes estavam presentes para conhecer os clientes. No mesmo ano, T-ara foi escolhido para uma propaganda dos cométicos Tony Moly. O grupo foi modelo para a marca não apenas na Coreia, mas na China, no Japão e em outros países asiáticos.
T-ara também é o primeiro grupo a assinar um contrato online com o shopping virtual Hi-Mart. Em fevereiro de 2012, as membros do T-ara foram modelos para a empresa de frango Brilliant Chicken.

## Discografia
| Álbuns de estúdio - 2009: Absolute First Album Extended plays - 2010: Temptastic - 2011: John Travolta Wannabe - 2011: Black Eyes - 2012: Day by Day - 2013: Again - 2014: And & End - 2015: So Good - 2016: Remember - 2017: What's My Name? | Álbuns de estúdio - 2012: Jewelry Box - 2013: Treasure Box - 2014: Gossip Girls |

## Turnês
- T-ara Xmas Premium Live (2011)
- T-ara Japan Tour 2012: Jewelry Box (2012)
- T-ara Showcase em Hong Kong (2012)
- T-ara Showcase em Kuala Lampur (2012)
- T-ara 1st Lovey-Dovey Roly-Poly Live in Bangkok (2012)
- T-ara "Sexy Love" Premium Live (2012)
- T-ara Japan Tour 2013: Treasure Box (2013)
- T-ara 2nd álbum premium live (2013) in Japan
- T-ara's On Air in Guangzhou (China) (2013)
- T-ara's On Air in Chengdu (China) (2014)
- T-ara Concert em  Phnom Penh (Camboja) (2014)
- T-ara Summer School in Osaka & Tokyo (2014)
- Dear My Family in Seoul (2014)
- T-ara 2014-2015 Tour in Shangai (2014)
- T-ara 1st Fan Meeting in Vietnam (2015)
- T-ara Great China Tour (2015)

## Trabalhos publicados
- Sparkle (2012) Tokyo: Gentosha, 2012. ISBN 978-4344021594. Shot by Shin Yamagishi.
- T-ara Private Book (2013) Tokyo: Kodansha, 2013. ISBN 978-4062182201.